# NGC 3610
NGC 3610 é uma galáxia elíptica (E5) localizada na direcção da constelação de Ursa Major. Possui uma declinação de +58° 47' 12" e uma ascensão recta de 11 horas, 18 minutos e 24,9 segundos.
A galáxia NGC 3610 foi descoberta em 8 de Abril de 1793 por William Herschel.